# WASP-63
WASP-63 eller CD-38 2551 är en ensam stjärna i den mellersta delen av stjärnbilden Duvan. Den har en skenbar magnitud av ca 11,10 och kräver ett teleskop för att kunna observeras. Baserat på parallax Gaia Data Release 2 på ca 3,4 mas, beräknas den befinna sig på ett avstånd på ca 956 ljusår (ca 293 parsek) från solen. Den rör sig närmare solen med en heliocentrisk radialhastighet på ca -23 km/s.

## Egenskaper
WASP-63 är en gul till vit stjärna av spektraltyp G8, som kan vara på väg att bli en underjätte. Den har en massa som är ca 1,1 solmassor, en radie som är ca 1,8 solradier och har en effektiv temperatur av ca 5 700 K.

## Planetsystem
År 2012 upptäcktes en transiterande gasjätteplanet WASP-63b i en snäv, cirkulär bana. Dess jämviktstemperatur är 1 536 ± 37 K och uppmätt dagstemperatur är 1 547 ± 308 K. Exoplaneten liknar Saturnus ifråga om massa men är mycket uppblåst på grund av närheten till moderstjärnan. Den planetariska atmosfären innehåller vatten och har sannolikt ett högt molndäck med obestämd sammansättning.
| Planet | Massa           | Halv storaxel (AE) | Siderisk omloppstid (d) | Excentricitet | Inklination | Radie          |
| ------ | --------------- | ------------------ | ----------------------- | ------------- | ----------- | -------------- |
| b      | 0,339 ± 0,03 MJ | 0,05417 ± 0,00067  | 4,3780900 ± 0,000006    | 0,26 ± 0,029  | 87,8 ± 1,3° | 1,33 ± 0,24 RJ |